# Colossos de Mêmnon
Colossos de Mêmnon é a designação atribuída a duas estátuas gigantescas do faraó Amenófis III da XVIII Dinastia, situadas na necrópole da antiga cidade de Tebas, a oeste da cidade de Luxor, no Egito.
Estas duas estátuas eram entendidas como guardiãs do templo funerário do faraó. O templo tinha cerca de 385 000 metros, sendo um dos maiores da Antiguidade, mas foi completamente destruído devido às inundações do Nilo e à extracção de materiais. 
As estátuas representam Amenófis sentado no trono com as mãos pousadas sobre os joelhos. Em cada lado das suas pernas está a sua mãe, Mutemuia, e a sua esposa principal, a rainha Tié. Nos dois lados do trono figuram a representação do sema-taui, símbolo que aludia à união entre o Alto e o Baixo Egito, sendo possível ver o deus Hapi a realizar a união das duas plantas heráldicas, o papiro e o lírio.
As estátuas foram feitas em quartzito, possuindo cerca de dezoito metros, com um peso de 1300 toneladas. Os dois blocos de pedra a partir dos quais foram esculpidas as estátuas foram retirados da pedreira de Gebel Amar (nome que significa "a montanha vermelha"), situada no nordeste da actual cidade do Cairo. O responsável pelo transporte dos blocos foi o vizir e arquitecto Amenófis, filho de Hapu.
Um sismo ocorrido em 27 a.C., referido por Estrabão, abriu uma fenda no colosso norte. A partir de então todas as manhãs ocorria no local um fenómeno estranho segundo o qual a estátua "cantaria". O que realmente sucedia era que a acumulação de humidade durante a noite evaporava com o surgimento dos primeiros raios do sol, emitindo um som, que para Pausânias se assemelhava ao de uma cítara. No começo da era cristã os gregos visitaram o local e associaram a estátua norte ao herói Mêmnon, filho de Eos. De acordo com a lenda homérica, este herói, morto na guerra de Troia, recebeu a imortalidade de Zeus, dedicando-se a chamar pela sua mãe todas as manhãs. Em 199 d.C o imperador romano Septímio Severo mandou restaurar a estátua, que a partir de então parou de cantar.